# Jyväskylä
Jyväskylä (phát âm tiếng Phần Lan: [ˈjyʋæsˌkylæ]) là một thành phố và khu tự quản ở Phần Lan và ở phía tây của Lakeland Phần Lan. Đây là thành phố lớn nhất ở khu vực Miền Trung Phần Lan và trên Lakeland Phần Lan.
Elias Lönnrot, người biên soạn sử thi quốc gia Phần Lan, Kalevala, cho thành phố biệt danh "Athens của Phần Lan". Biệt hiệu này đề cập đến vai trò quan trọng của Jyväskylä là một trung tâm giáo dục, và là nơi đầu tiên trên thế giới cung cấp giáo dục ở Phần Lan.
Các tác phẩm của kiến trúc sư Phần Lan Alvar Aalto nổi tiếng nhất có thể được nhìn thấy ở khắp thành phố. Thành phố đăng cai tổ chức Neste Oil Rally Phần Lan, là một phần của Rally Championship. Nó cũng là nơi đăng cai Liên hoan Jyväskylä thuật hàng năm.
Tính đến ngày 30 tháng 6 năm 2015, Jyväskylä có dân số 135.591 người. Đây là một trong những thành phố phát triển nhanh nhất ở Phần Lan trong thế kỷ 20. Năm 1940, chỉ có 8.000 cư dân trong Jyväskylä. Các tiểu khu vực của Jyväskylä bao gồm Jyväskylä, Hankasalmi, Laukaa, Muurame, Petäjävesi, Toivakka, và Uurainen.